# São Brissos (Kapelle)

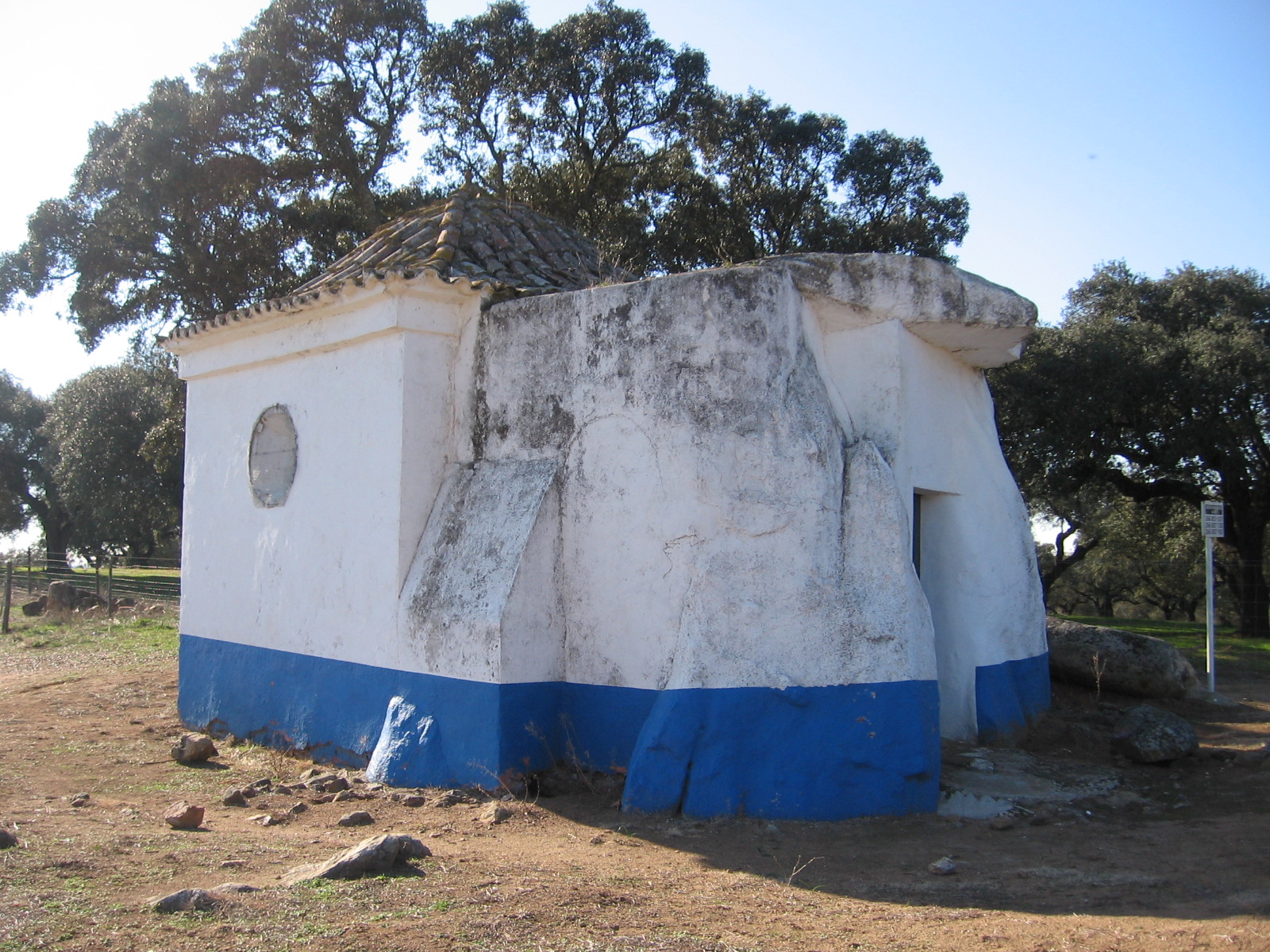
Zur Kapelle umgebaute Anta São Brissos

São Brissos (oder Nossa Senhora do Livramento) ist eine kleine Kapellenanta zwischen den Dörfern Valverde und Santiago do Escoural im Beja-Distrikt von Portugal. Es handelt sich dabei um die Umwandlung eines vorgeschichtlichen in einen christlichen Kultbau.
Der Umbau der Megalithanlage zu einer Kapelle erfolgte wahrscheinlich im 17. Jahrhundert. An die vier Tragsteine einer großen Anta und an den gewaltigen Deckstein wurde der Vorraum der Kapelle angebaut. Der fünfte Tragstein, vermutlich der einstige Stirnstein der Anta, liegt in der Nähe und stand wohl einst an der Stelle des heutigen Zugangs der Kapelle. Der Gang und der Hügel der Anta sind vollständig verschwunden. Sowohl die Anta als auch die Kapelle haben eine recht ungewöhnliche Südwestorientierung.